# Ziynet Sali
Ziynet Sali (Girne, 29 d'abril de 1975) és una cantant de música pop turca. Nascuda a l'illa de Xipre, i ciutadana de la República Turca de Xipre del Nord, Sali viu a Istanbul. També té la ciutadania de Turquia i del Regne Unit. Canta en turc i grec.